# Radiärsymmetri

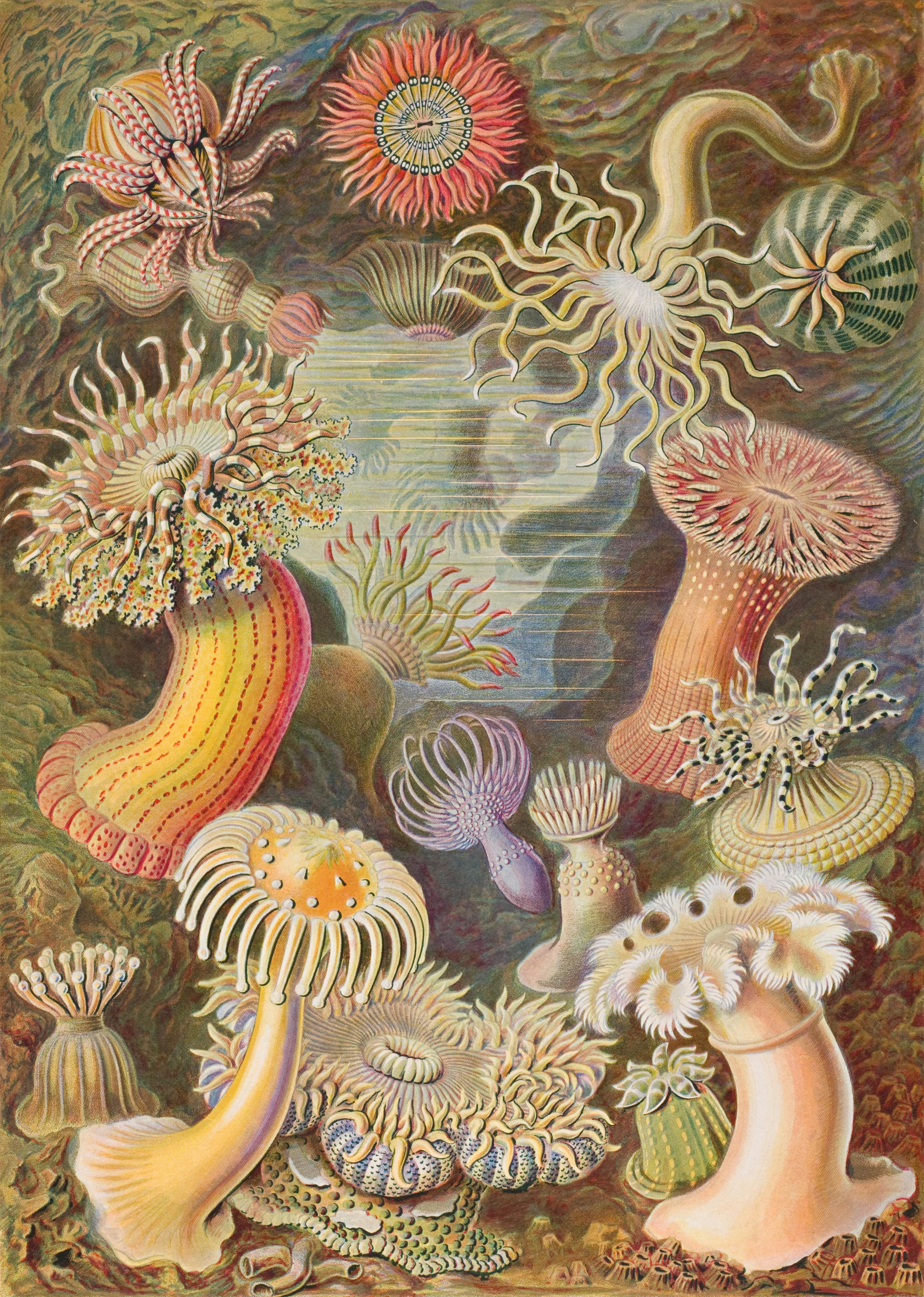
Havsanemoner med radiärsymmetri

Radiärsymmetri innebär att ett djurs delar är uppbyggda utifrån en mittpunkt i vilket sett ovanifrån ger en rund form där de olika delarna är spegelbilder av varandra. Det kan exemplifieras med en kruka som skärs i fyra lika stora delar ovanifrån, varje del kommer då att bli likadan.